# Althea & Donna
Althea & Donna, auch Althia & Donna, war ein jamaikanisches Reggae-Duo, bestehend aus den Sängerinnen Althea Rose Forrest (* 1961 in Kingston) und Donna Marie Reid (* 1960 in Kingston).

## Werdegang
Althea und Donna hatten gerade die Schule in Kingston beendet, als sie von „The Mighty Two“ – Musikproduzent Joe Gibbs und Songschreiber Errol Thompson – entdeckt wurden. Thompson schrieb für sie den Song Uptown Top Ranking, mit dem sie Platz 1 der jamaikanischen Hitparade belegten. Bei der BBC bekam der bekannte britische Radiomoderator John Peel die Single in die Hände. Peel war so begeistert von dem Lied, dass er es ständig im Tagesprogramm der BBC spielte.
Nach sieben Wochen in den Charts stieg Uptown Top Ranking am 4. Februar 1978 für eine Woche auf Platz 1 der britischen Hitparade. Das Lied beschreibt die sexuellen Unternehmungen eines Nichtstädters in Kingston. Als Musiker waren Schlagzeuger Sly Dunbar und Bassist Robbie Shakespeare an der Aufnahme beteiligt. Der Song blieb der einzige Hit der beiden Sängerinnen und machte sie somit zu einem One-Hit-Wonder. 1982 veröffentlichte das Duo Tandem unter dem Titel Ein Typ wie du eine deutsche Coverversion. 1998 und 2002 gab es Coverversionen von Black Box Recorder sowie Joni Rewind & Estelle Swaray.
Heute leben und arbeiten Althea Forrest und Donna Reid in New York.

## Diskografie
Alben
- 1978: Uptown Top Ranking (Frontline)

Singles
- 1977: Uptown Top Ranking
- 1977: Going to Negril
- 1978: Puppy Dog Song
- 1978: Love One Another
- 1978: Make a Truce
- 1978: Ranking Baby
- 1989: Fresh and Clean
- 1995: Mr Lee
- 1995: Top Rankin